# Chiesa di San Nicolò (Cladrecis)
La chiesa di San Nicolò è un edificio di culto situato a Cladrecis (UD) ed è filiale della parrocchiale di San Giovanni di Prepotto.

## Storia
La chiesa venne costruita nel XV secolo e, nel Settecento, furono rifatti il presbiterio, aperte delle finestre e costruita la sacrestia.
Nel XIX secolo fu demolito il campaniletto a vela ed edificata l'attuale torre campanaria. L'edificio fu poi ristrutturato nel 1919 e intorno al 1980.